# Voïvodie de Varmie-Mazurie
La voïvodie de Varmie-Mazurie (en polonais Województwo warmińsko-mazurskie et Ermland-Masuren en allemand) est une région administrative (voïvodie) du Nord-Est de la Pologne. Sa capitale est Olsztyn, l'ancienne Allenstein.

## Situation
Jusqu'en 1945, la voïvodie constituait le sud de la Prusse-Orientale, dont la partie nord forme  actuellement l'oblast de Kaliningrad, région de la Russie. Sa partie nord-ouest est la région naturelle du Stablack.
La voïvodie fut créée le 1er janvier 1999 à partir de l'ancienne voïvodie d'Olsztyn et de parties des anciennes voïvodies d'Elbląg et de Suwałki, à la suite d'une loi de 1998 réorganisant le découpage administratif du pays. Elle se divise en 19 districts (powiat) dont 2 villes possédant des droits de district, et 116 communes.
La voïvodie de Varmie-Mazurie a une superficie de 24 191,80 km2 et compte 1 428 552 habitants (2004).
La voïvodie est formée de la Mazurie (à l'est, au sud et à l'ouest) et de la Varmie (ou  Warmie) (centre-nord). La Varmie-Mazurie est une des plus grandes régions touristiques de Pologne. Elle est recouverte par des forêts et des lacs postglaciaires (au nombre de trois mille), ce qui lui a valu le surnom de Pays aux mille lacs.

## Les plus grandes villes
(Population au 31 décembre 2003)
- Olsztyn (173 075 habitants)
- Elbląg (127 941 habitants)
- Ełk (55 498 habitants)
- Ostróda (33 674 habitants)
- Iława (32 508 habitants)

## Économie
Principaux secteurs d'activité :
- produits alimentaires
- industrie de la bière
- industrie de pneus (Michelin)
- industrie de meubles
- industrie du bois et scieries
- industrie de machines agro-alimentaires

## Politique
Composition de la diétine (sejmik) de Varmie-Mazurie à la suite des élections de 2024 :
|  |                   | Sièges |
|  | ----------------- | ------ |
|  | Coalition civique | 13     |
|  | Droit et justice  | 11     |
|  | Troisième voie    | 6      |

Composition de la diétine (sejmik) à la suite des élections de 2018 : 
|  |                       | Sièges |
|  | --------------------- | ------ |
|  | Coalition civique     | 12     |
|  | Droit et justice      | 11     |
|  | Parti paysan polonais | 7      |

## Noms de famille les plus fréquents
- 1. Wiśniewski : 7 994
- 2. Kozłowski : 7 764
- 3. Kowalski : 6 480

## Galerie

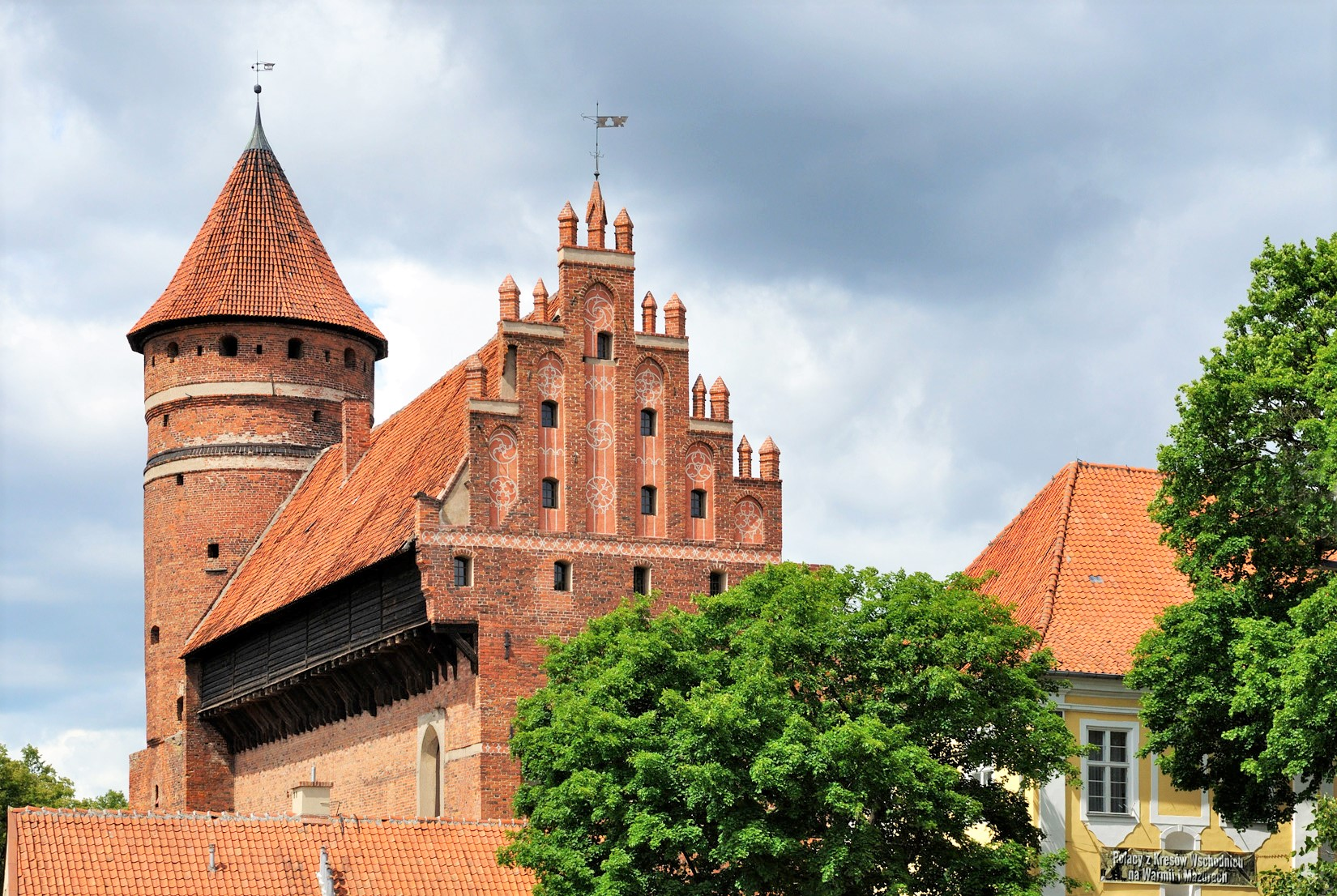
Olsztyn.
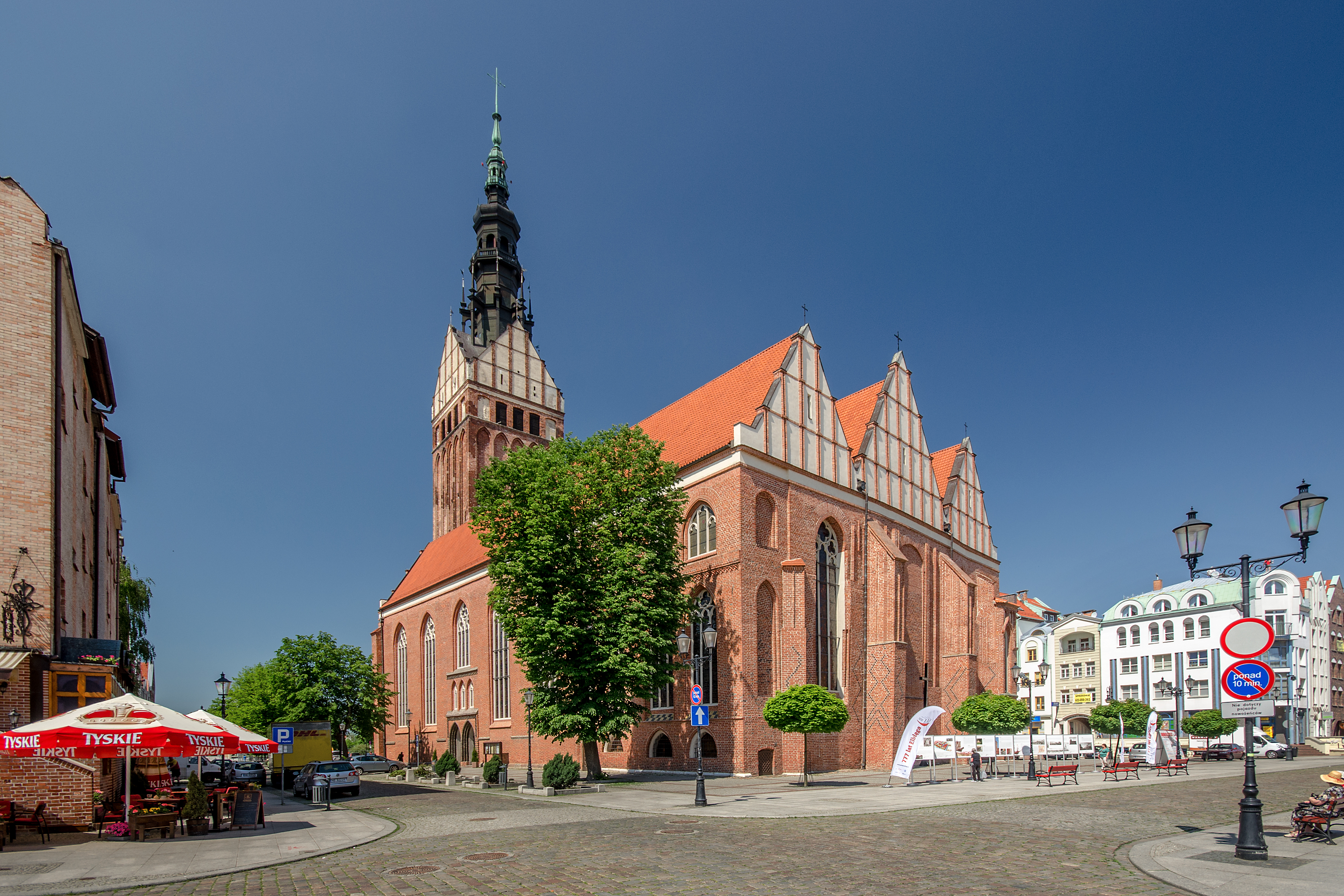
Elbląg.
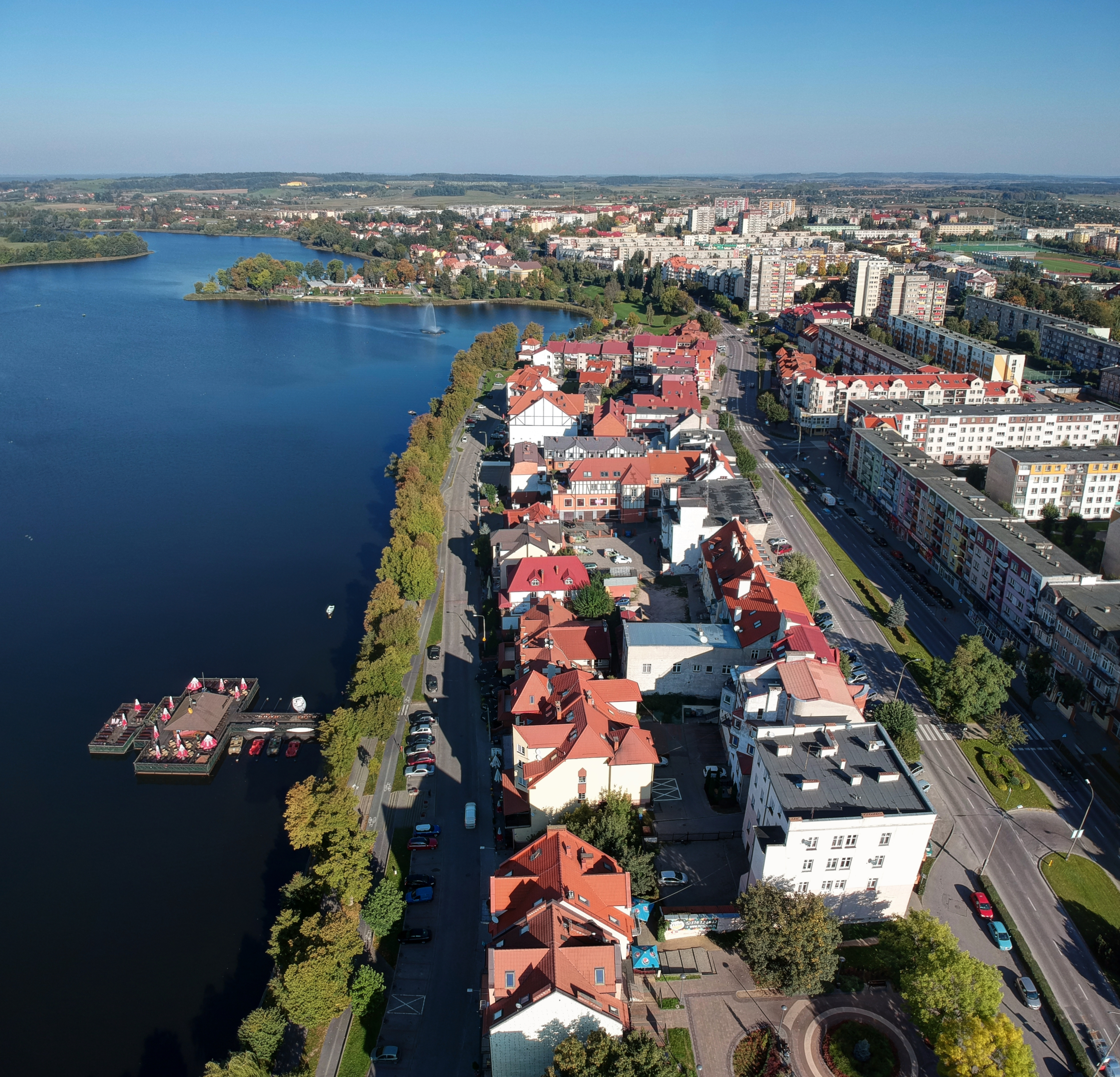
Ełk.
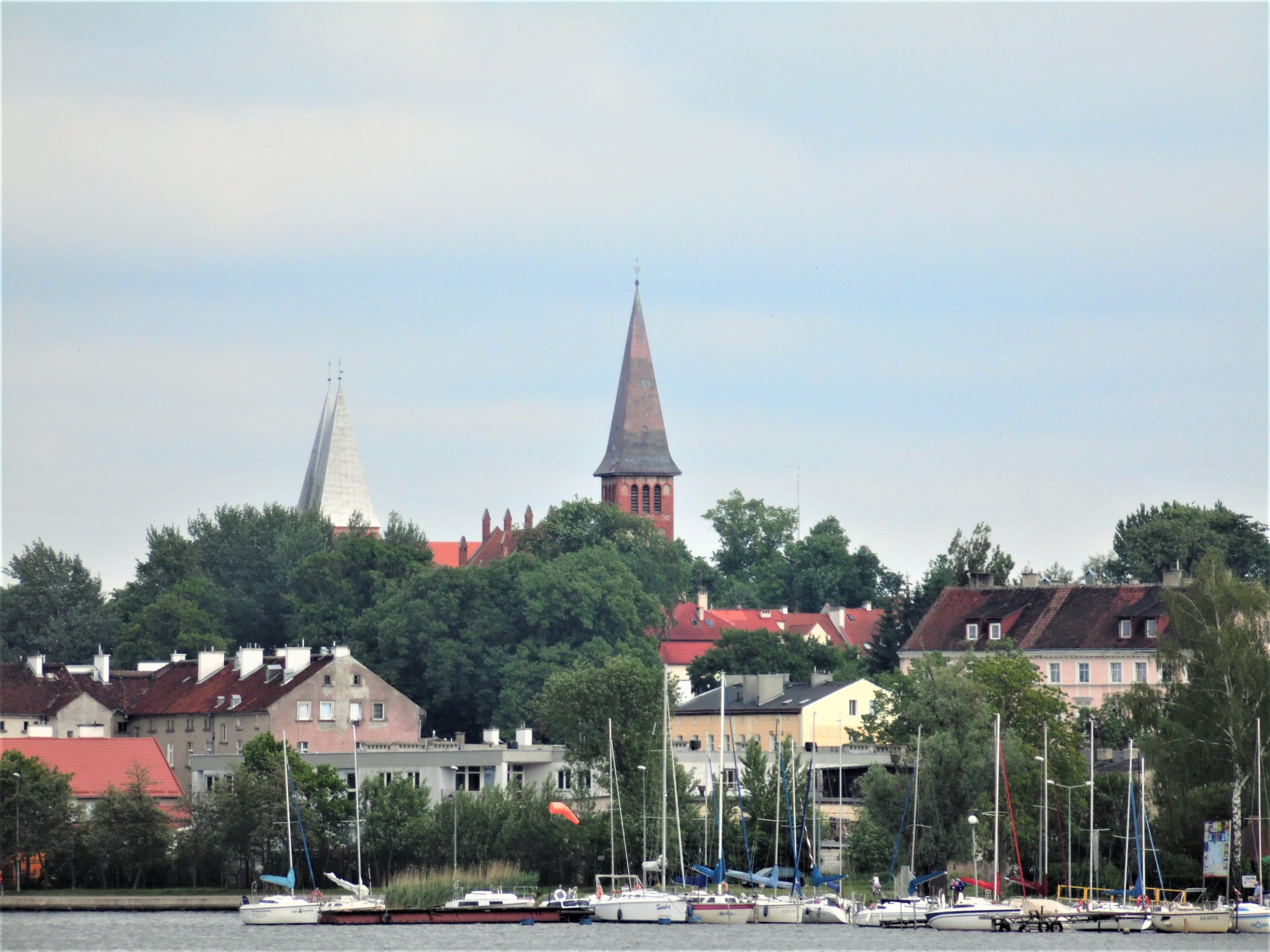
Ostróda.